# Cassipourea sessiliflora
Cassipourea sessiliflora là một loài thực vật có hoa trong họ Rhizophoraceae. Loài này được (Baker) Alston mô tả khoa học đầu tiên năm 1922.